# Chikkakodathakal, Tumkur
Chikkakodathakal là một làng thuộc tehsil Tumkur, huyện Tumkur, bang Karnataka, Ấn Độ.